# Oost Veluweweg

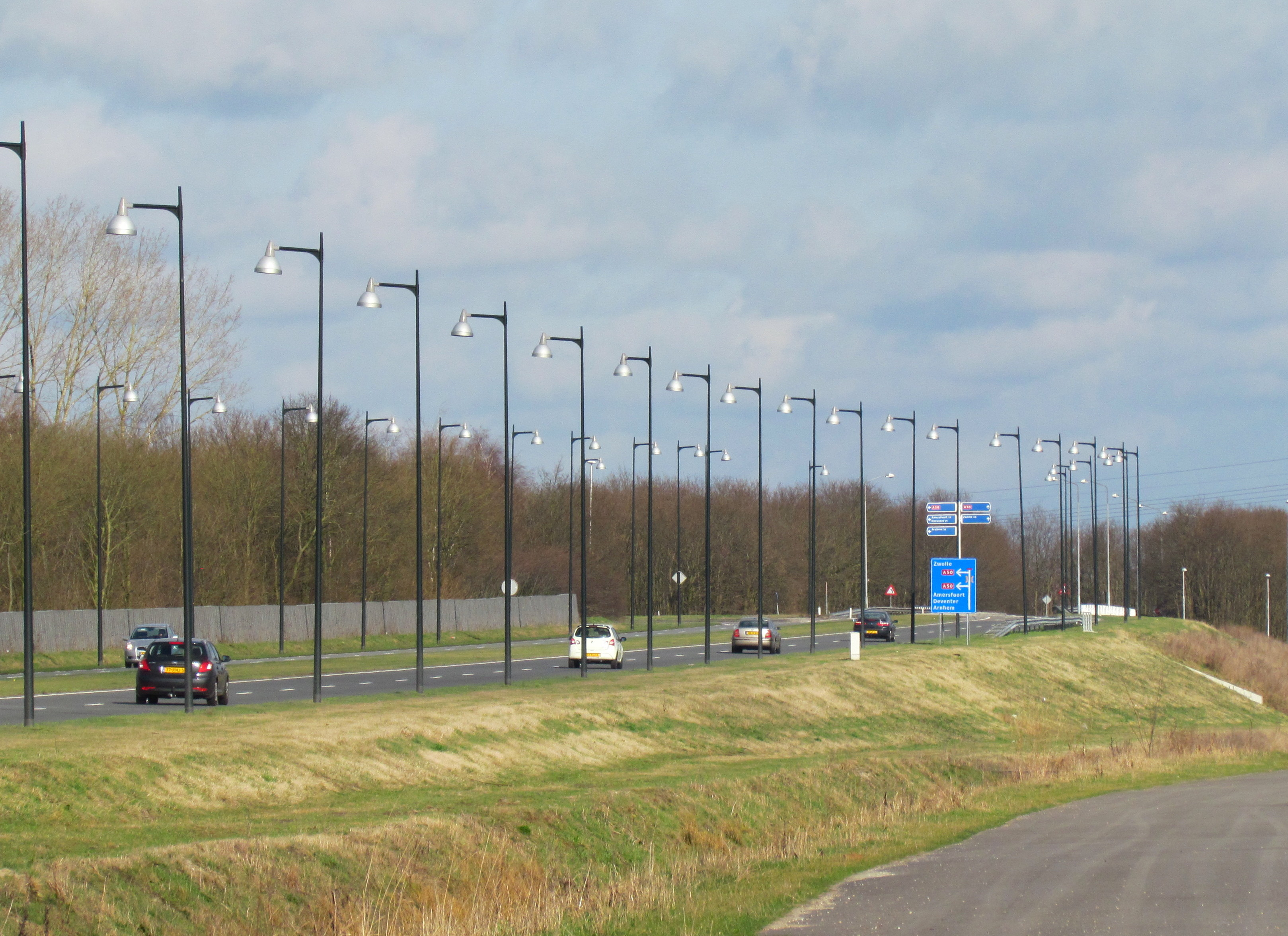
Oost Veluweweg bij de A50

De Oost Veluweweg is een gemeentelijke weg in de Nederlandse stad Apeldoorn. Eerder stond deze weg ook bekend als de provinciale weg N793. Na overdracht van de weg door de provincie Gelderland aan de gemeente Apeldoorn heeft de weg geen nummer meer. 
De weg begint bij de noordzijde van de ringweg van de stad, die aldaar gevormd wordt door de N344 (Laan van Zevenhuizen/Edisonlaan). Dat deel ligt langs het Apeldoorns Kanaal. Vervolgens verloopt de Oost Veluweweg met een bocht in oostelijke richting, en eindigt bij de A50. De weg ligt langs het Bedrijvenpark Apeldoorn-Noord en het noordelijke deel van de woonwijk Zuidbroek.
De weg is in 2009 verbreed naar 2×2 rijstroken.